# Wydział Aktorski Akademii Teatralnej im. Aleksandra Zelwerowicza w Warszawie
Wydział Aktorski Akademii Teatralnej im. Aleksandra Zelwerowicza w Warszawie – jeden z czterech wydziałów Akademii Teatralnej im. Aleksandra Zelwerowicza w Warszawie. Jego siedziba znajduje się przy ul. Miodowej 22/24 w Warszawie.

## Kierunki studiów
- aktorstwo dramatyczne
- aktorstwo i wokalistyka (dawniej: aktorstwo teatru muzycznego)

## Władze w kadencji 2016-2018
- Dziekan: dr Marcin Perchuć
- Prodziekan: dr hab. Anna Serafińska, prof. AT
- Prodziekan: dr hab. Katarzyna Skarżanka, prof. AT[2]

## Wykładowcy

### Profesorowie i doktorzy habilitowani
- Grzegorz Chrapkiewicz
- Jan Englert
- Stanisław Górka
- Barbara Gruberne-Bernacka
- Wiesław Komasa
- Wojciech Malajkat
- Andrzej Strzelecki
- Waldemar Śmigasiewicz
- Anna Seniuk
- Andrzej Domalik
- Marcin Przybylski
- Waldemar Raźniak
- Olga Sawicka
- Anna Serafińska
- Katarzyna Skarżanka
- Bożena Suchocka-Kozakiewicz
- Janusz Szrom
- Dariusz Janus